# Загреб - Београд преко Сарајева
Загреб - Београд преко Сарајева је југословенски телевизијски филм из 1992. године. Режирао га је Милош Радовић, а сценарио је написала Јелица Зупанц .